# بخش ماسکینگوم (شهرستان واشینگتن، اوهایو)
بخش ماسکینگوم (به انگلیسی: Muskingum Township) یک منطقهٔ مسکونی در ایالات متحده آمریکا است که در شهرستان واشینگتن، اوهایو واقع شده‌است.
 بخش ماسکینگوم ۵۷٫۴ کیلومتر مربع مساحت و ۴٬۶۲۷ نفر جمعیت دارد و ۱۸۹ متر بالاتر از سطح دریا واقع شده‌است.